# Melodifestivalen 2007
 (septembre 2024).
Si vous disposez d'ouvrages ou d'articles de référence ou si vous connaissez des sites web de qualité traitant du thème abordé ici, merci de compléter l'article en donnant les références utiles à sa vérifiabilité et en les liant à la section « Notes et références ».
 (juillet 2024).
La mise en forme du texte ne suit pas les recommandations de Wikipédia : il faut le « wikifier ».
Les points d'amélioration suivants sont les cas les plus fréquents. Le détail des points à revoir est peut-être précisé sur la page de discussion.
- Les titres sont pré-formatés par le logiciel. Ils ne sont ni en capitales, ni en gras.
- Le texte ne doit pas être écrit en capitales (les noms de famille non plus), ni en gras, ni en italique, ni en « petit »…
- Le gras n'est utilisé que pour surligner le titre de l'article dans l'introduction, une seule fois.
- L'italique est rarement utilisé : mots en langue étrangère, titres d'œuvres, noms de bateaux, etc.
- Les citations ne sont pas en italique mais en corps de texte normal. Elles sont entourées par des guillemets français : « et ».
- Les listes à puces sont à éviter, des paragraphes rédigés étant largement préférés. Les tableaux sont à réserver à la présentation de données structurées (résultats, etc.).
- Les appels de note de bas de page (petits chiffres en exposant, introduits par l'outil «  Source ») sont à placer entre la fin de phrase et le point final[comme ça].
- Les liens internes (vers d'autres articles de Wikipédia) sont à choisir avec parcimonie. Créez des liens vers des articles approfondissant le sujet. Les termes génériques sans rapport avec le sujet sont à éviter, ainsi que les répétitions de liens vers un même terme.
- Les liens externes sont à placer uniquement dans une section « Liens externes », à la fin de l'article. Ces liens sont à choisir avec parcimonie suivant les règles définies. Si un lien sert de source à l'article, son insertion dans le texte est à faire par les notes de bas de page.
- La présentation des références doit suivre les conventions bibliographiques. Il est recommandé d'utiliser les modèles {{Ouvrage}}, {{Chapitre}}, {{Article}}, {{Lien web}} et/ou {{Bibliographie}}. Le mode d'édition visuel peut mettre en forme automatiquement les références.
- Insérer une infobox (cadre d'informations à droite) n'est pas obligatoire pour parachever la mise en page.

Pour une aide détaillée, merci de consulter Aide:Wikification.
Si vous pensez que ces points ont été résolus, vous pouvez retirer ce bandeau et améliorer la mise en forme d'un autre article.
Le concours Melodifestivalen 2007 s'est déroulé de février à mars 2007. Ce fut la 46e édition du concours Melodifestivalen et il désigna l'artiste représentant la Suède au Concours Eurovision de la chanson 2007.

## Format
Les demi-finales du Melodifestivalen 2007 ont débuté le 3 février 2007. Dix chansons de ces demi-finales se sont qualifiées pour la finale le 10 mars 2007.
| Émission       | Date            | Ville        | Scène                         |
| -------------- | --------------- | ------------ | ----------------------------- |
| Demi-finale 1  | 3 février 2007  | Jönköping    | Kinnarps Arena                |
| Demi-finale 2  | 10 février 2007 | Göteborg     | Scandinavium                  |
| Demi-finale 3  | 17 février 2007 | Örnsköldsvik | Swedbank Arena                |
| Demi-finale 4  | 24 février 2007 | Gävle        | Läkerol Arena                 |
| Seconde chance | 3 mars 2007     | Nyköping     | Rosvalla Nyköping Eventcenter |
| Finale         | 10 mars 2007    | Stockholm    | Globen                        |

### Présentateur
Le 1er novembre 2006, il est annoncé que le présentateur et comédien suédois Kristian Luuk présentera le Melodifestivalen 2007.

### Changements de la Seconde chance
Le 15 août 2006, SVT a annoncé que le tour de la deuxième chance, qui avait alors eu lieu le dimanche après la dernière manche, serait transformé en une émission complète du samedi soir. Cela signifiait que le Melodifestivalen 2007 deviendrait une compétition de six semaines, plutôt que l'événement de cinq semaines des années précédentes. En plus de transformer le tour de la deuxième chance en un spectacle principal dans une arène, le vote a également été modifié.
Un système à élimination directe a été introduit dans lequel chacun des huit artistes était divisé en quatre duels, et les électeurs votaient pour leur favori dans chacun. Les quatre vainqueurs passèrent au deuxième tour, où ils furent à nouveau jumelés, et les vainqueurs de chaque duel accédèrent à la finale.

### Jokers
À partir de 2004, quatre des 32 participants ont été sélectionnés directement par les producteurs du concours, afin d'élargir l'ampleur musicale et artistique. Chaque artiste, appelé joker, participait à une demi-finale différente. Les jokers en 2007 étaient les suivants :
| Artiste      | Chanson                        | Demi-finale   | Résultats             |
| ------------ | ------------------------------ | ------------- | --------------------- |
| Uno & Irma   | "God morgon"                   | Demi-finale 1 | Seconde chance - 3ème |
| The Ark      | "The Worrying Kind"            | Demi-finale 2 | Finale - 1er          |
| Sebastian    | "When The Night Comes Falling" | Demi-finale 3 | Finale - 2ème         |
| Magnus Uggla | "För kung och fosterland"      | Demi-finale 4 | Seconde chance - 3ème |

## Demi-finales

### Demi-finale 1
La première demi-finale a eu lieu le 3 février 2007 à la Kinnarps Arena à Jönköping. 2 989 000 téléspectateurs ont suivi le live. Au total, 379 212 votes ont été exprimés, avec un total de 1 086 555 recueillis pour Radiohjälpen.
| # | Artiste                           | Chanson                 | Votes    | Votes     | Votes   | Place | Résultat       |
| # | Artiste                           | Chanson                 | 1er tour | 2ème tour | Total   | Place | Résultat       |
| - | --------------------------------- | ----------------------- | -------- | --------- | ------- | ----- | -------------- |
| 1 | Elin Lanto                        | "Money"                 | 20,960   | 32,121    | 53,081  | 4     | Seconde chance |
| 2 | Stefan Andersson et Aleena Gibson | "Anything But You"      | 17,610   | 24,984    | 42,594  | 5     | Éliminé        |
| 3 | Anna Book                         | "Samba Sambero"         | 44,039   | 65,184    | 109,223 | 1     | Finale         |
| 4 | Addis Black Widow                 | "Clubbin'"              | 3,717    | NC        | 3,717   | 8     | Éliminé        |
| 5 | Andreas Lundstedt                 | "Move"                  | 17,145   | NC        | 17,145  | 6     | Éliminé        |
| 6 | Tommy Nilsson                     | "Jag tror på människan" | 34,098   | 42,442    | 76,540  | 2     | Finale         |
| 7 | Sofia                             | "Hypnotized"            | 16,695   | NC        | 16,695  | 7     | Éliminé        |
| 8 | Uno & Irma                        | "God morgon"            | 26,680   | 31,919    | 58,599  | 3     | Seconde chance |

### Demi-finale 2
La deuxième demi-finale a eu lieu le 10 février 2007 au Scandinavium à Göteborg. 3 211 000 téléspectateurs ont suivi le live. Au total, 508 716 votes ont été exprimés, avec un total de 1 336 344 recueillis pour Radiohjälpen.
| # | Artiste                          | Chanson                     | Votes    | Votes     | Votes   | Place | Résultat       |
| # | Artiste                          | Chanson                     | 1er tour | 2ème tour | Total   | Place | Résultat       |
| - | -------------------------------- | --------------------------- | -------- | --------- | ------- | ----- | -------------- |
| 1 | Regina Lund                      | "Rainbow Star"              | 7,188    | NC        | 7,188   | 8     | Éliminé        |
| 2 | Marie Lindberg                   | "Trying to Recall"          | 52,041   | 81,441    | 133,482 | 2     | Finale         |
| 3 | Jimmy Jansson                    | "Amanda"                    | 34,291   | 38,447    | 72,738  | 3     | Seconde chance |
| 4 | Cosmo4                           | "What's Your Name"          | 17,648   | 20,549    | 38,197  | 5     | Éliminé        |
| 5 | Lustans Lakejer                  | "Allt vi en gång trodde på" | 8,808    | NC        | 8,808   | 7     | Éliminé        |
| 6 | Jessica Andersson                | "Kom"                       | 20,808   | 27,575    | 48,383  | 4     | Seconde chance |
| 7 | Svante Thuresson & Anne-Lie Rydé | "Första gången"             | 12,965   | NC        | 12,965  | 6     | Éliminé        |
| 8 | The Ark                          | "The Worrying Kind"         | 81,793   | 104,065   | 185,858 | 1     | Finale         |

### Demi-finale 3
La troisième demi-finale a eu lieu le 17 février 2007 à la Swedbank Arena à Örnsköldsvik. 3 177 000 téléspectateurs ont suivi le live. Au total, 623 321 votes ont été exprimés, avec un total de 1 399 219 recueillis pour Radiohjälpen.
| # | Artiste                 | Chanson                        | Votes    | Votes     | Votes   | Place | Résultat       |
| # | Artiste                 | Chanson                        | 1er tour | 2ème tour | Total   | Place | Résultat       |
| - | ----------------------- | ------------------------------ | -------- | --------- | ------- | ----- | -------------- |
| 1 | Måns Zelmerlöw          | "Cara Mia"                     | 52,975   | 85,623    | 138,598 | 1     | Finale         |
| 2 | MissMatch               | "Drop Dead"                    | 7,062    | NC        | 7,062   | 8     | Éliminé        |
| 3 | Magnus Carlsson         | "Live Forever"                 | 44,193   | 56,692    | 100,885 | 5     | Éliminé        |
| 4 | Sheida                  | "I mina drömmar"               | 15,839   | NC        | 15,839  | 6     | Éliminé        |
| 5 | The Attic feat. Therese | "The Arrival"                  | 10,960   | NC        | 10,960  | 7     | Éliminé        |
| 6 | Sebastian               | "When The Night Comes Falling" | 50,136   | 70,760    | 120,896 | 2     | Finale         |
| 7 | Sonja Aldén             | "För att du finns"             | 38,530   | 58,529    | 97,059  | 4     | Seconde chance |
| 8 | Nanne Grönvall          | "Jag måste kyssa dig"          | 61,051   | 65,791    | 126,842 | 3     | Seconde chance |

### Demi-finale 4
La quatrième demi-finale a eu lieu le 24 février 2007 à la Läkerol Arena à Gävle. 3 146 000 téléspectateurs ont suivi le live. Au total, 648 319 votes ont été exprimés, avec un total de 1 584 630 recueillis pour Radiohjälpen.
| # | Artiste            | Chanson                               | Votes    | Votes     | Votes   | Place | Résultat       |
| # | Artiste            | Chanson                               | 1er tour | 2ème tour | Total   | Place | Résultat       |
| - | ------------------ | ------------------------------------- | -------- | --------- | ------- | ----- | -------------- |
| 1 | Magnus Uggla       | "För kung och fösterland"             | 39,159   | 46,239    | 85,398  | 3     | Seconde chance |
| 2 | Emile Azar         | "Vi hade nåt"                         | 17,388   | NC        | 17,388  | 7     | Éliminé        |
| 3 | Sanna Nielsen      | "Vågar du, vågar jag"                 | 32,092   | 43,882    | 75,974  | 4     | Seconde chance |
| 4 | Caroline af Ugglas | "Tror på dig"                         | 26,926   | NC        | 26,926  | 6     | Éliminé        |
| 5 | After Dark         | "(Åh) När ni tar saken i egna händer" | 35,877   | 40,651    | 76,528  | 5     | Éliminé        |
| 6 | Sarah Dawn Finer   | "I Remember Love"                     | 54,395   | 85,587    | 139,982 | 2     | Finale         |
| 7 | Verona             | "La musica"                           | 16,516   | NC        | 16,516  | 8     | Éliminé        |
| 8 | Andreas Johnson    | "A Little Bit of Love"                | 95,969   | 111,662   | 207,631 | 1     | Finale         |

## Seconde chance
Le tour de la deuxième chance a eu lieu le 3 mars 2007 au Rosvalla Nyköping Eventcenter à Nyköping. 3 038 000 téléspectateurs ont suivi le live. Au total, 1 073 000 votes ont été exprimés.
| Duels | # | Artiste           | Chanson                   | Votes   | Résultats |
| ----- | - | ----------------- | ------------------------- | ------- | --------- |
| I     | 1 | Elin Lanto        | "Money"                   | 31,924  | Éliminé   |
| I     | 2 | Jessica Andersson | "Kom"                     | 39,683  | 2ème tour |
| II    | 1 | Jimmy Jansson     | "Amanda"                  | 81,699  | Éliminé   |
| II    | 2 | Sanna Nielsen     | "Vågar du, vågar jag"     | 100,358 | 2ème tour |
| III   | 1 | Uno & Irma        | "God morgon"              | 44,527  | Éliminé   |
| III   | 2 | Sonja Aldén       | "För att du finns"        | 70,863  | 2ème tour |
| IV    | 1 | Nanne Grönvall    | "Jag måste kyssa dig"     | 118,217 | Éliminé   |
| IV    | 2 | Magnus Uggla      | "För kung och fosterland" | 149,331 | 2ème tour |

| Duels | # | Artiste           | Chanson                   | Votes   | Résultats |
| ----- | - | ----------------- | ------------------------- | ------- | --------- |
| I     | 1 | Jessica Andersson | "Kom"                     | 45,046  | Éliminé   |
| I     | 2 | Sanna Nielsen     | "Vågar du, vågar jag"     | 105,980 | Finale    |
| II    | 1 | Sonja Aldén       | "För att du finns"        | 143,980 | Finale    |
| II    | 2 | Magnus Uggla      | "För kung och fosterland" | 142,540 | Éliminé   |

## Finale
La finale a eu lieu le 10 mars 2007 au Globen à Stockholm. 3 976 000 téléspectateurs ont suivi le live. Au total, 2 072 918 votes ont été exprimés, avec un total de 5 117 374 recueillis pour Radiohjälpen.
| #  | Artiste          | Chanson                        | Jury | Télévote | Total | Place |
| -- | ---------------- | ------------------------------ | ---- | -------- | ----- | ----- |
| 1  | Andreas Johnson  | "A Little Bit of Love"         | 101  | 88       | 189   | 2     |
| 2  | Sonja Aldén      | "För att du finns"             | 40   | 22       | 62    | 6     |
| 3  | Anna Book        | "Samba Sambero"                | 1    | 0        | 1     | 9     |
| 4  | Sebastian        | "When the Night Comes Falling" | 39   | 0        | 39    | 8     |
| 5  | Marie Lindberg   | "Trying to Recall"             | 4    | 66       | 70    | 5     |
| 6  | Måns Zelmerlöw   | "Cara Mia"                     | 61   | 110      | 171   | 3     |
| 7  | Tommy Nilsson    | "Jag tror på människan"        | 0    | 0        | 0     | 10    |
| 8  | Sanna Nielsen    | "Vågar du, vågar jag"          | 33   | 11       | 44    | 7     |
| 9  | Sarah Dawn Finer | "I Remember Love"              | 78   | 44       | 122   | 4     |
| 10 | The Ark          | "The Worrying Kind"            | 116  | 132      | 248   | 1     |